# Ministri per l'innovazione della Repubblica Italiana
I ministri per l'innovazione si sono avvicendati dal 2001 al 2011 e dal 2019 al 2022, con diverse denominazioni e competenze.
Dal 2001 al 2011 il ministro si avvaleva di un'apposita struttura della Presidenza del Consiglio dei ministri, il Dipartimento per l'innovazione e le tecnologie (DIT). Nel 2006 la delega per l'innovazione tecnologica fu fusa a quella per la funzione pubblica. Dal 2011 in poi il DIT fu di fatto non operativo.
Nel 2019 fu istituito il Dipartimento per la trasformazione digitale (DTD) con competenze analoghe a quelle del DIT. In tale occasione al nuovo dipartimento fu affidato anche il compito di indirizzare l'operato della Agenzia per l'Italia Digitale (AgID) e della società in house PagoPA SpA.

## Lista
| Ministri | Ministri       | Ministri               | Partito                 | Governo        | Mandato          | Mandato          | Leg.  |
| Ministri | Ministri       | Ministri               | Partito                 | Governo        | Inizio           | Fine             | Leg.  |
| --- | -------------- | ---------------------- | ----------------------- | -------------- | ---------------- | ---------------- | ----- |
| Ministro per l'innovazione e le tecnologie (MIT)                                                                            |                |                        |                         |                |                  |                  |       |
| |                | Lucio Stanca (1941)    | Forza Italia            | Berlusconi II  | 11 giugno 2001   | 23 aprile 2005   | XIV   |
| Berlusconi III | 23 aprile 2005 | Lucio Stanca (1941)    | Forza Italia            | 17 maggio 2006 |                  |                  | XIV   |
| Ministro per le riforme e innovazioni nella pubblica amministrazione                                                        |                |                        |                         |                |                  |                  |       |
| |                | Luigi Nicolais (1942)  | Partito Democratico     | Prodi II       | 17 maggio 2006   | 8 maggio 2008    | XV    |
| Ministro per la pubblica amministrazione e l'innovazione                                                                    |                |                        |                         |                |                  |                  |       |
| |                | Renato Brunetta (1950) | Il Popolo della Libertà | Berlusconi IV  | 8 maggio 2008    | 16 novembre 2011 | XVI   |
| Ministro per l'innovazione tecnologica e la digitalizzazione (MID)                                                          |                |                        |                         |                |                  |                  |       |
| |                | Paola Pisano (1977)    | Movimento 5 Stelle      | Conte II       | 5 settembre 2019 | 13 febbraio 2021 | XVIII |
| Ministro per l'innovazione tecnologica e la transizione digitale (MITD)                                                     |                |                        |                         |                |                  |                  |       |
| |                | Vittorio Colao (1961)  | Indipendente            | Draghi         | 13 febbraio 2021 | 22 ottobre 2022  | XVIII |
| Attribuzioni conferite al Sottosegretario alla Presidenza del Consiglio Alessio Butti (dal 2 novembre 2022, Governo Meloni) |                |                        |                         |                |                  |                  |       |